# Réflexe autonome
Cet article court présente un sujet plus développé dans : Système nerveux autonome.
Les réﬂexes autonomes sont ceux qui régulent l’activité des muscles lisses tel que ceux des glandes et de la digestion ainsi que le muscle cardiaque.
Ils sont une fonction du système nerveux autonome (anciennement dit végétatif) qui assure le fonctionnement des organes hors de la conscience et indépendamment de la volonté.